# Juliette Goglia
Juliette Rose Goglia (Los Angeles, 22 september 1995) is een Amerikaanse actrice.

## Biografie
Goglia werd geboren in Los Angeles in een gezin met drie kinderen. 
Goglia begon als jeugdactrice in 2004 met acteren in de televisieserie Strong Medicine, waarna zij nog meerdere rollen speelde in televisieseries en films. Zij is vooral bekend van haar rol als Eve Henry in de televisieserie Michael J. Fox Show waar zij in 20 afleveringen speelde (2013-2014).

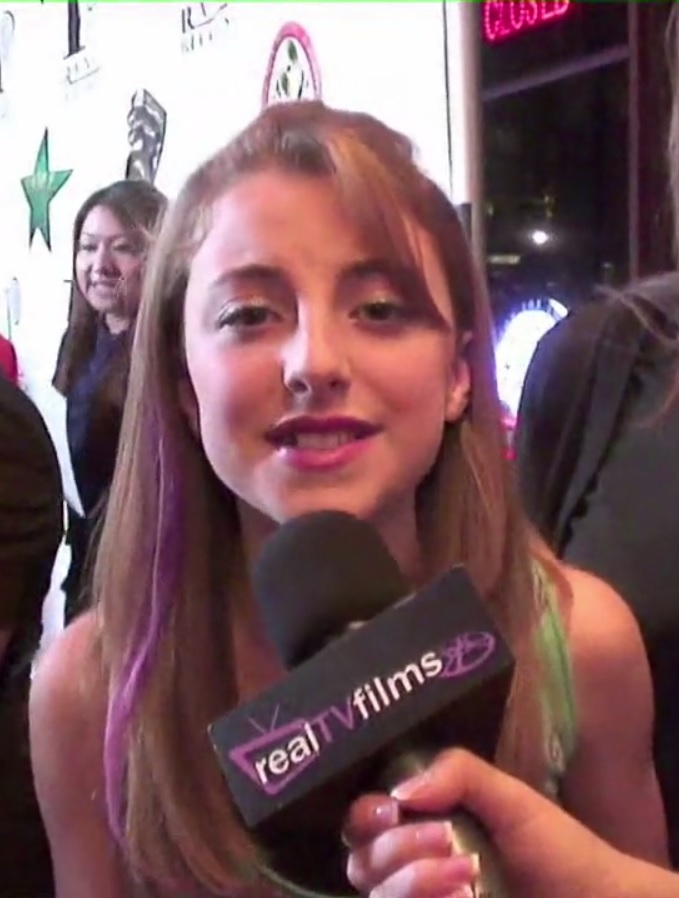
Juliette Goglia

## Filmografie

### Films
Uitgezonderd korte films.
- 2022 Susie Searches - als Ryan Sims
- 2021 Friendzone - als Rose
- 2019 The Way You Look Tonight - als Mia
- 2018 I Was A Teenage Pillow Queen - als Lucinda
- 2011 Inside Out – als Pepper Small
- 2010 The Quinn-tuplets – als Sophie Adatto
- 2010 Easy A – als Olive
- 2009 Fired Up – als Poppy
- 2008 Untitled Dave Caplan Pilot – als Kelsey
- 2007 A Grandpa for Christmas – als Becca O'Riley
- 2006 Haversham Hall – als Becca Clavish
- 2005 Cheaper by the Dozen 2 – als beschermheilige van theater
- 2005 Crazylove – als Jenny
- 2005 Washington Street – als Jane
- 2004 Garfield – als klein meisje
- 2004 The Long Shot – als Colleen O'Brian

### Televisieseries
Uitgezonderd eenmalige gastrollen.
- 2016 Mike & Molly - als Frannie - 2 afl.
- 2015 Resident Advisors - als Rachel - 7 afl.
- 2013-2014 Michael J. Fox Show – als Eve Henry – 22 afl.
- 2012-2013 Good Luck Charlie – als Victoria – 2 afl.
- 2007-2008 Ugly Betty – als Hillary – 3 afl.
- 2006-2007 CSI: Crime Scene Investigation – als Hannah Button – 2 afl.
- 2006 Vanished – als Becca Jerome - 3 afl.
- 2006 Desperate Housewives – als Amy Pearce – 2 afl.
- 2003-2005 Joan of Arcadia – als klein meisje God – 8 afl.
- 2004 That's So Raven – als Sierra – 2 afl.
- 2004 Two and a Half Men – als Joanie – 2 afl.

- International Standard Name Identifier: 0000 0003 7066 8527
- Library of Congress Control Number: no2012063160
- MusicBrainz: 4e1e9a26-e714-4931-b19c-751ff21e05bd
- Virtual International Authority File: 249998815
- WorldCat: E39PBJx8DBvrFVtkH3xMVRWv73